# Алиев, Александр Кисметович
Александр Кисметович Алиев (род. 25 апреля 1955) — советский борец классического стиля, чемпион и призёр чемпионатов СССР, призёр чемпионатов мира, мастер спорта СССР международного класса (30.12.1977), заслуженный мастер спорта России (21.09.2005), отличник физической культуры и спорта (7.05.2007).

## Биография
Увлёкся борьбой в 1968 году. В 1972 году выполнил норматив мастера спорта СССР. Участвовал в пяти чемпионатах СССР (1976—1980). Победитель международных турниров. Оставил большой спорт в 1980 году. Судья международной категории. Тренер высшей категории спортивной школы олимпийского резерва № 64 (Москва). Окончил Московский областной педагогический институт им. Н. К. Крупской в 1982 году.

## Спортивные результаты
- Чемпионат СССР по классической борьбе 1977 года — ;
- Чемпионат СССР по классической борьбе 1978 года — ;
- Чемпионат СССР по классической борьбе 1979 года — ;
- Классическая борьба на летней Спартакиаде народов СССР 1979 года — ;
- Чемпионат Европы по борьбе 1979 года — 5-е место.